# Explosión de la Torre Ejecutiva Pemex

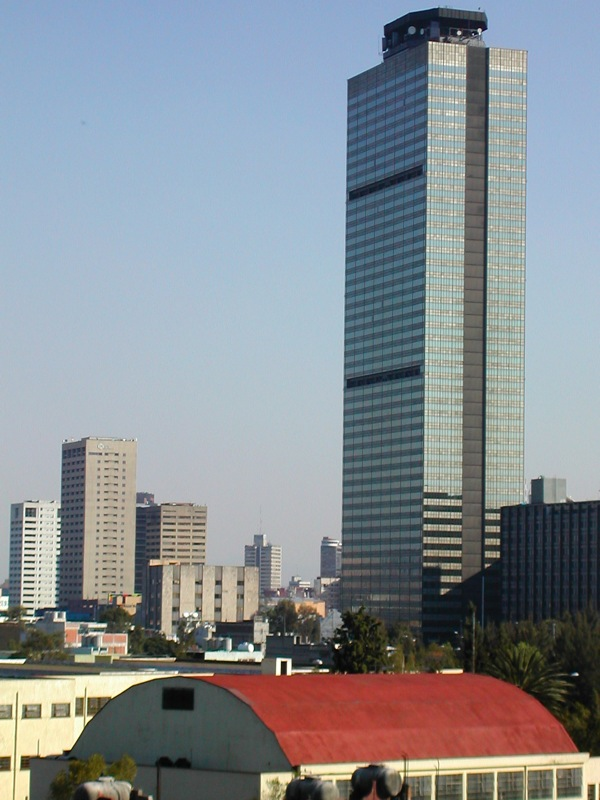
Torre Ejecutiva de Petróleos Mexicanos. A la derecha, el edificio siniestrado.

La explosión de la Torre Ejecutiva Pemex fue una detonación que ocurrió el jueves, 31 de enero de 2013, a las 15:45 (hora local), las causas determinantes del accidente se debieron a la acumulación de gas metano. La torre está ubicada en la colonia Nueva Anzures, de la delegación Miguel Hidalgo, en la Ciudad de México.
El accidente provocó el fallecimiento de 37 personas y 126 lesionados así como también importantes daños materiales en el edificio.

## Detalles
El incidente ocurrió entre el sótano y primer piso del edificio B2, en el centro administrativo de Pemex, a la hora de la salida del personal. El fiscal, Jesús Murillo Karam, afirmó que las versiones preliminares apuntan a una acumulación de gas.

## Consecuencias
El edificio fue desalojado totalmente en los minutos subsecuentes de la explosión; fueron confirmados 37 decesos y 126 lesionados. Muchos testigos afirmaron que el edificio se "cimbró" debido a la magnitud de la explosión.
Luego de la explosión, llegaron al lugar el secretario de Gobernación, Miguel Ángel Osorio Chong, el procurador general de la República, Jesús Murillo Karam, el secretario de Energía, Pedro Joaquín Coldwell, el jefe de gobierno del Distrito Federal, Miguel Ángel Mancera, el titular de la delegación Miguel Hidalgo, Víctor Hugo Romo Guerra, el presidente Enrique Peña Nieto, entre otros, quienes coordinaron las labores de rescate, como así también una unidad del ejército y el agrupamiento Cóndor.
Varias horas después del siniestro, se reforzó la vigilancia de la torre para continuar los trabajos de la búsqueda de las personas atrapadas, como así también se inició la investigación de lo que provocó el accidente, y se cerró al tráfico la avenida Marina Nacional y las calles aledañas.
Ante el siniestro, medios internacionales como The Guardian, The Telegraph, El País, The New York Times, CNN y O Globo dieron a conocer el hecho.

## Reacciones

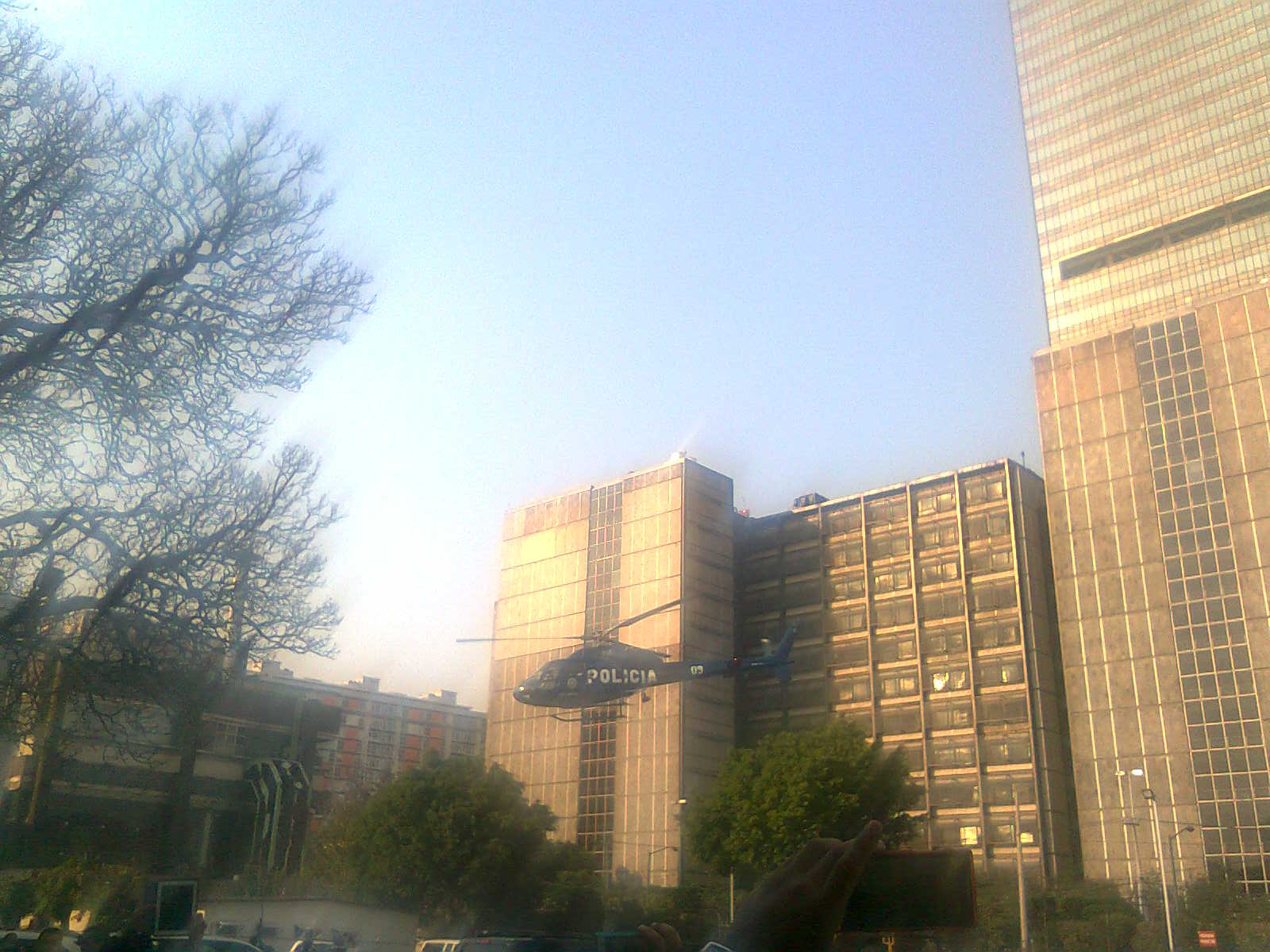
Helicóptero Cóndor en Emergencia en el edificio.

- A través de la red social Twitter, el presidente Enrique Peña Nieto, escribió lo siguiente:

He ordenado a las autoridades correspondientes implementar los protocolos de rescate y la investigación de los hechos". "La prioridad en este momento es atender a los lesionados y salvaguardar la integridad física de quienes ahí laboran". También envió sus condolencias a familiares: "Lamento profundamente el fallecimiento de compañeros trabajadores de PEMEX. Mis condolencias a sus familiares
@EPN.

- La embajada de Estados Unidos en México, publicó en Twitter lo siguiente:

Reciban nuestras condolencias y nuestro más sentido pésame las familias de los trabajadores que fallecieron en la #TorredePemex
@USEembassyMex

- El director general de Pemex, Emilio Lozoya Austin, publicó en Twitter:

Mi más sentido pésame a todas las familias de los trabajadores de @pemex que han perdido a sus seres queridos por la explosión de hoy.
@EmilioLozoyaAus

- También enviaron sus condolencias y se solidarizaron con los familiares de las víctimas el los gobernadores de Guerrero, Zacatecas, Veracruz, Morelos, Tabasco y Oaxaca,[16][17] el secretario de Hacienda, Luis Videgaray Caso,[18] así como varios senadores.[19]

- Por su parte, la embajadora de Reino Unido en México, Judith Macgregor, informó que estará atenta a los hechos registrados y puso a disposición los teléfonos de la embajada para cualquier información que los ciudadanos de ese país requieran al respecto, precisando que no se han registrado ingleses fallecidos.[20]

- El gobierno de España publicó una nota de prensa, en nombre del pueblo español, dando sus más sinceras condolencias y su solidaridad a las autoridades y ciudadanos mexicanos y, en especial, a los familiares de los afectados y también confía en la pronta recuperación de los heridos.[21]

- La cancillería Argentina informó en un breve comunicado que la presidenta Cristina Fernández "expresó hoy sus condolencias al presidente de México" y "ofreció toda la cooperación que las autoridades mexicanas consideren oportunas".[22]

- Nicaragua expresó a México sus "más profundas y sentidas condolencias, al gobierno y pueblo de México, por la tragedia ocurrida en Pemex, a nombre de nuestro presidente Daniel Ortega", dijo la primera dama y coordinadora del Consejo de Comunicación y Ciudadanía, Rosario Murillo, a través de medios oficiales.[23]

- La cancillería de El Salvador expresó en un comunicado "El gobierno salvadoreño extiende sus sinceras condolencias a las familias de las víctimas y se une al luto de esta nación" norteamericana, añadió la nota oficial.[24]

- La presidenta de Costa Rica, Laura Chinchilla indicó en un comunicado "Nuestros sentimientos de solidaridad y afecto en estos difíciles momentos que enlutan a vuestro país, muy especialmente acompañan con cariño y estima a los familiares de las víctimas que perdieron sus vidas en esta adversidad".[25]

- El excandidato presidencial de las izquierdas, Andrés Manuel López Obrador informó que, mientras se encontraba en Veracruz, se enteró "con dolor del lamentable suceso ocurrido en las oficinas de Pemex. Mi pésame a los familiares de las víctimas".[17]

## Cronología
- 15.45.16: Se produjo una explosión entre el sótano y el primer piso de la torre B2, en el Centro Administrativo de Pemex; la explosión estuvo acompaña de una sacudida perceptible en el edificio y en zonas cercanas.
- 16.05: El vocero de Pemex confirmó que la explosión provocó daños materiales en la planta baja del edificio.
- 16.20: Se desalojó completamente el edificio.
- 16.30: Se acordonó el área y se cerraron las calles y avenidas principales aledañas a la torre.
- 16.50: Se estimó el primer saldo de 30 lesionados.
- 16.55: El jefe de gobierno del Distrito Federal, Miguel Ángel Mancera, acompañado de cuerpos de rescate, comienzan las labores de rescate en la zona del siniestro.
- 17.00: Se confirmaron 26 lesionados, así como el traslado de varios de ellos a hospitales aledaños.
- 17.05: El gobernador del Estado de México, Eruviel Ávila Villegas envió al equipo de rescate Relámpagos, para trasladar a los lesionados.
- 17.15: El secretario de Gobernación, Miguel Ángel Osorio Chong arribó a las inmediaciones de la torre.
- 17.20: Miguel Ángel Mancera anunció que hay rescatistas y perros de rescate laborando dentro de la torre.
- 17.30: El procurador general Jesús Murillo Karam, llegó a las inmediaciones de la torre.
- 17.54: Se confirmó la muerte de una persona.
- 18.00: Se informó que no habrá labores en el Centro Administrativo de Pemex hasta nuevo aviso.
- 18.10: Se confirmaron 10 muertos.
- 18.20: Se confirmaron 14 muertos y aumentó la cifra de lesionados a 80.
- 18.30: El sindicato de Pemex informó que la tragedia se debió a falta de mantenimiento.[26]
- 18.35: El presidente Enrique Peña Nieto ordenó que comiencen las investigaciones de lo que provocó el siniestro.[3]
- 19.00: Arriba personal de la Secretaría de Marina implementando el PLAN MARINA, en apoyo para el rescate de personas atrapadas.
- 19.00: Aumentó la cifra de lesionados a 100.
- 19.05: Se confirmó la muerte de otra víctima en un hospital.
- 19.07: Se presume que haya cerca de 30 personas atrapadas en la torre.[27]
- 19.10: El presidente Enrique Peña Nieto llegó a las inmediaciones de la torre.
- 19.20: La Secretaría de la Defensa Nacional aplicó el plan DN-III-E.[28]
- 19.30: Los gobernadores de los estados de Guerrero, Zacatecas y Veracruz se solidarizaron con los familiares de las víctimas de la explosión.
- 19.55: El excandidato presidencial Andrés Manuel López Obrador lamentó la tragedia.
- 21.15: Se presume que la cifra de lesionados y fallecidos aumente.
- 21.20: Rescatan una persona con vida que estaba atrapada en el edificio.
- 21.30: Se refuerza la vigilancia en las inmediaciones de la torre para continuar con la búsqueda y la investigación de lo que provocó el siniestro.[29]
- 21.40: Se dio a conocer una lista de las personas lesionadas y los fallecidos.[30]
- 22.10: El Ejército de la Marina abandonó las instalaciones de Pemex, por el riesgo de colapso de la torre.[31]
- 22.30: El presidente Enrique Peña Nieto habló a la nación.
- 23.00: El secretario de Gobernación, Miguel Ángel Osorio Chong, ofreció una conferencia de prensa.
- 23.03: Se evacuó la torre por alerta de colapso.[32]
- 23.10: Aumentó la cifra de muertos a 25 y un lesionado más.[33]
- 23.20: Trasladaron los cuerpos de los fallecidos al Centro Médico Forense.[34]